# Berezinareservatet

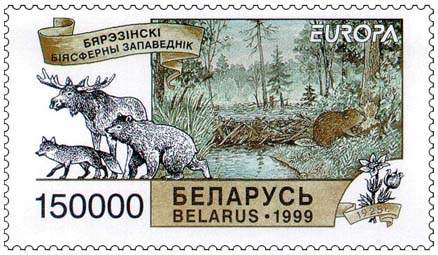
Vitryskt frimärke med motiv från och text om Berezinareservatet.

Berezinareservatet  (vitryska: Бярэзінскі біясферны запаведнік; ryska: Березинский биосферный заповедник) ligger i norra Belarus, cirka 100 km norr om Minsk, på gränsen mellan Minsks voblast och Vitsebsks voblast.
Området har en yta av ungefär 120 000 hektar och det fick 1978 status som biosfärområde. Landskapet består till cirka 80 procent av skogar och dessutom förekommer glest fördelat traditionellt lantbruk. Den största floden i reservatet är Berezina som i reservatet skapar flera insjöar, korvsjöar och våtmarker.
De dominerande träden i skogarna tillhör tallsläktet, gransläktet och björksläktet. Dessutom är ekar, askar, arter av lindsläktet och klibbal (Alnus glutinosa) vanligt förekommande. I reservatet finns cirka 50 däggdjursarter registrerade, däribland varg, brunbjörn, älg, europeisk bäver, lodjur och grävling. Parken är även hemvist för några visenter. Bland de cirka 230 fågelarterna förekommer storkar, tranor och flera större rovlevande fåglar. Dokumenterat finns också 34 fiskarter, 10 olika groddjur och 5 kräldjursarter.
I byarna som ligger i reservatet bor cirka 2200 personer. Det största samhället ligger i reservatets centrum. Där finns skyddsområdets administration. Sedan 1994 existerar ett överregionalt samarbete med biosfärområdet Pfälzerwald-Vosges du Nord som ligger vid gränsen mellan Frankrike och Tyskland.
Under Napoleonkrigen ägde i regionen ett slag rum mellan ryska och franska enheter år 1812.